# ギュンター (小惑星)
ギュンター(1944 Günter)は、小惑星帯内側に存在する小惑星である。直径は約5kmである。
1925年9月14日にドイツの天文学者カール・ラインムートがドイツ南西部のケーニッヒシュトゥール天文台で発見し、発見者の息子ギュンター・ラインムートの名前に因んで命名した。

## 軌道と分類
ギュンターは小惑星帯の内側、太陽から1.7-2.8天文単位の軌道を3年4カ月（1,224日）かけて公転している。軌道離心率は0.24、黄道に対する軌道傾斜角は5°である。発見前には観測も同定もされておらず、観測弧は公式な発見日の翌日のハイデルベルクから始まっている。

## 物理的性質
アメリカ航空宇宙局の広視野赤外線探査機とその後継のNEOWISEミッションでのサーベイによると、ギュンターの直径は4.9km、表面アルベドは0.117である。その組成、自転周期、形状については、2017年時点で分かっていない。

## 名前
発見者の息子であるギュンター・ラインムートの名前に因んで命名された。公式な命名の引用は、小惑星センターの1977年4月18日の公表(M.P.C. 4157)による。

## References
1. 1 2  “LCDB Data for (1944) Günter”.   Asteroid Lightcurve Database (LCDB). 2017年4月11日閲覧。
2. 1 2 3 4 5 6 7 8 9 10 11 12 13 14  “JPL Small-Body Database Browser: 1944 Gunter (1925 RA)”.   Jet Propulsion Laboratory. 2017年6月10日閲覧。
3. 1 2 3  Masiero, Joseph R.; Mainzer, A. K.; Grav, T.; Bauer, J. M.; Cutri, R. M.; Dailey, J. et al. (November 2011). “Main Belt Asteroids with WISE/NEOWISE. I. Preliminary Albedos and Diameters”. The Astrophysical Journal 741 (2):  20. arXiv:1109.4096. Bibcode: 2011ApJ...741...68M. doi:10.1088/0004-637X/741/2/68 2016年12月9日閲覧。.
4. 1 2  Schmadel, Lutz D. (2007). “(1944) Günter”. Dictionary of Minor Planet Names – (1944) Günter. Springer Berlin Heidelberg. p. 156. doi:10.1007/978-3-540-29925-7_1945. ISBN 978-3-540-00238-3
5. 1 2  “1944 Gunter (1925 RA)”. Minor Planet Center. 2016年12月9日閲覧。
6. ↑  Schmadel, Lutz D. (2009). “Appendix – Publication Dates of the MPCs”. Dictionary of Minor Planet Names – Addendum to Fifth Edition (2006–2008). Springer Berlin Heidelberg. p. 221. doi:10.1007/978-3-642-01965-4. ISBN 978-3-642-01964-7